# الهام منصور
الهام سامی منصور رمان‌نویس، استاد فلسفه و نقاش لبنانی است. او در سال ۱۹۴۴ شهر راس بعلبک به دنیا آمد و در جونیه بزرگ شد. سامی منصور مدرک کارشناسی و کارشناسی ارشد خود را در رشته فلسفه از دانشگاه لبنان دریافت کرد. او در سال ۱۹۷۵ دکترای خود را در رشته فلسفه از دانشگاه سوربن پاریس گرفت. از سال ۱۹۹۱ تاکنون رمان‌ها و مطالعات فلسفی زیادی منتشر کرده‌است. او بیشتر به خاطر تشویق به آزادی زنان و مسائل آنها شناخته می‌شود و به داستان‌های واقع گرایانه و زندگی‌نامه علاقه‌مند است.